# Leopoldplatz

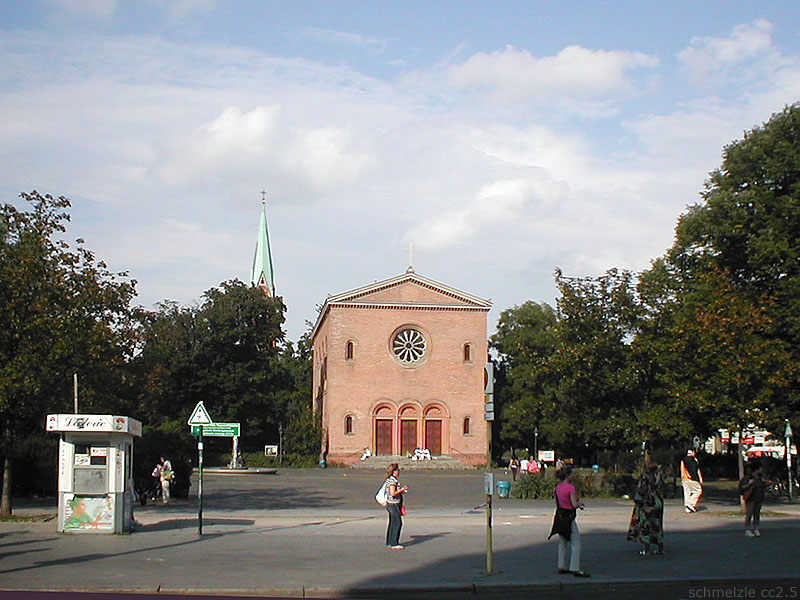
Leopoldplatz med Alte Nazarethkirche

Leopoldplatz ("Leo") är ett torg i stadsdelen Wedding i Berlin. Torget inramas genom gatorna Müllerstrasse, Nazarethkirchstrasse, Maxstrasse och Schulstrasse. Sitt namn fick platsen 1891 efter Leopold I av Anhalt-Dessau. Vid Leopoldplatz återfinns ett antal offentliga institutioner, detaljhandel och skolor. I anslutning finns även Rathaus Wedding.
På Leopoldplatz återfinns Alte Nazarethkirche, ritad av Karl Friedrich Schinkel samt Neue Nazarethkirche. Platsen har även återkommande marknader. 1978 öppnade ett Karstadt-varuhus i torgets södra del och Leopoldplatz är ett kommunikationsnav genom tunnelbanestationen Leopoldplatz där linjerna U6 och U9 möts.
De första planerna för torget går tillbaka kring 1862 och Hobrechtplanen som hade ett torg med beteckningen JI, Abt. X/1. Församlingen i Alte Nazarethkirche engagerade sig från 1880 för att skapa en grönyta vid kyrkan. I tre etapper tillkom Leopoldplatz.